# Джоузеф Пулицър
Джоузеф Пулицър (на унгарски: Pulitzer József; на английски: Joseph Pulitzer) е американски издател, журналист от унгарски произход. Родоначалник на „жълтата журналистика“.

## Биография
Роден на 10 април 1847 г. в град Мако, Унгария, в обезпечено еврейско семейство. Баща му е унгарски евреин, а майка му е австрийка.
Записва се за доброволец в американската армия, но не постъпва в нея и остава в САЩ. През 1868 г. започва работа като репортер във в. „Westliche Post“, издаван на немски. Избран в щатското събрание на щата Мисури като представител на републиканците.
На 6 март 1867 г. Пулицър става натурализиран американски гражданин.
През 1878 г. купува в. „St. Louis Dispatch“, който се обединява с в. „St. Louis Post“ и слага началото на в. „St. Louis Post and Dispatch “ – „вестник, който ще служи на народа“. Вестникът се смята за лидер в областта на сензационната журналистика. Постоянният девиз на Пулицър е: „Никога не изоставяйте нещо, преди да стигнете до корените му. Продължавайте, докато не изчерпите проблемите окончателно“. Негов принцип е: „Нито ден без кръстоносен поход срещу престъпните похвати на управниците.“
През 1882 г. Пулицър купува в. „New York World“, създаден 22 години по-рано. Започва с 15 хил. бр. тираж на 8 страници с цена 2 щ. цента. През 1890 г. построява за нуждите на вестника сградата „Ню Йорк Уърлд Билдинг“, която е най-тясната сграда за времето си. „New York World“ увеличава тиража до 600 хил.
Неделното развлекателно издание „Sunday World“ започва амбициозно, използвайки много гравюри и рисунки, става предшественик на илюстрираните списания и достига голям тираж. През 1887 г. тръгва и вечерното издание „Ivning World“.
През 1885 г. Пулицър е избран за член на Камарата на представителите.
През 1887 г. той почти ослепява и напуска поста на главен редактор на New York World. Към 1890 г. издателят започва да получава нервни сривове и се пенсионира напълно. Болестта прогресира и скоро Пулицър дори не може да се движи без чужда помощ. Освен това той развива болезнена чувствителност към шум. Пулицър е лекуван в най-добрите клиники в света, но без резултат. Принуден е да прекара последните години от живота си в звукоизолирани бункери в имението си в Ню Йорк и на яхтата Liberty. Джоузеф Пулицър умира на борда на любимата си яхта в пристанището на Чарлстън, Южна Каролина на 29 октомври 1911 г.

### Брак и семейство
През 1878 г., на 31-годишна възраст Пулицър се жени за Катрин „Кейт“ Дейвис (1853 – 1927), жена с високо социално положение от Джорджтаун, окръг Колумбия. Тя е пет години по-млада от Пулицър. Имат 7 деца, пет от които доживяват до зряла възраст.

## Наследство
Малко преди смъртта си той продиктува това, което в Съединените щати се счита за негово професионално завещание: „Само искреното чувство за отговорност ще спаси журналистиката от подчинение на класата на имащите, които преследват егоистични цели и се противопоставят на общественото благополучие.“
На името на Пулицър е кръстена най-високата награда за журналистика – наградата „Пулицър“ в Съединените щати, присъждана за страст към точност, ангажираност към човешкия интерес, осигуряване на забавление на публиката, задоволяване на любопитството. През далечната 1904 г. Пулицър прави завещание, в което дарява два милиона долара на Колумбийския университет. Три четвърти от тези пари са предназначени за създаване на висше училище по журналистика, а останалата сума – за награди на американски журналисти. Той завещава четири награди за журналистика, четири за постижения в литературата и драматургията, четири „плаващи“ награди за различни постижения в хуманитарните науки и една награда за принос в образованието. Висшето училище по журналистика на Колумбийския университет е основано година след смъртта на Пулицър, а наградата започва да се връчва през 1917 г. Има общо 25 категории награди. Победителите получават по 10 000 (след 2017 г. – 15 000) щ.д. всеки. Особено е отбелязана номинацията „За служба на обществото“.
Символът на Съединените щати – известната Статуя на свободата, издигната на остров Либърти – е пренесен тук благодарение на усилията на Джоузеф Пулицър. Идеята за издигане на статуя не била популярна и държавата отказва да финансира този проект. Статуята на свободата вече започва да ръждясва в Париж, чакайки да бъде натоварена на кораб и доставена в Америка. Тогава Пулицър започва да атакува обществото във вестниците си: политиците, че отказват субсидии, богатите, че не дават пари, жителите на града за безразличието. През двата месеца на тази кампания фондация „Статуята на свободата“ получава достатъчно пари, за да завърши строителството. Паметникът е открит лично от президента на Съединените щати Гроувър Кливланд. Това се случва на 28 октомври 1886 г. А романтичният ореол, създаден от Пулицър около Статуята на свободата, съществува и до днес.

## Жълта журналистика
„Жълта преса“ (също жълта журналистика, булевардна, таблоидна преса) е наименование на печатни медии, разпространявани на сравнително ниска цена и специализирани в слухове, сензации (често въображаеми), скандали, клюки за живота на известни хора. Има разлика между понятията жълта преса и таблоид (таблоид се отнася преди всичко до дизайна). Характерни черти:
- Похвати на свръхдраматизиране и чувствено описание (сенсуализиране на събитията).
- Целенасочено преувеличаване на подробностите и на възможностите на вестниците да информират за всичко най-важно в страната.
- Използване на насмешки за сметка на засегнатите лица – похвати, използвани от други вестници през този период.